# Anthony Morrow
Anthony Jarrad Morrow (nascut el 27 de setembre de 1985 a Charlotte, Carolina del Nord), anomenat A-Mo, és un jugador de bàsquet estatunidenc que pertany al planter dels Oklahoma City Thunder de l'NBA. Fa 1,93 metres d'alçada i juga en la posició d'escorta, sent considerat un dels millors anotadors de tres de l'NBA.

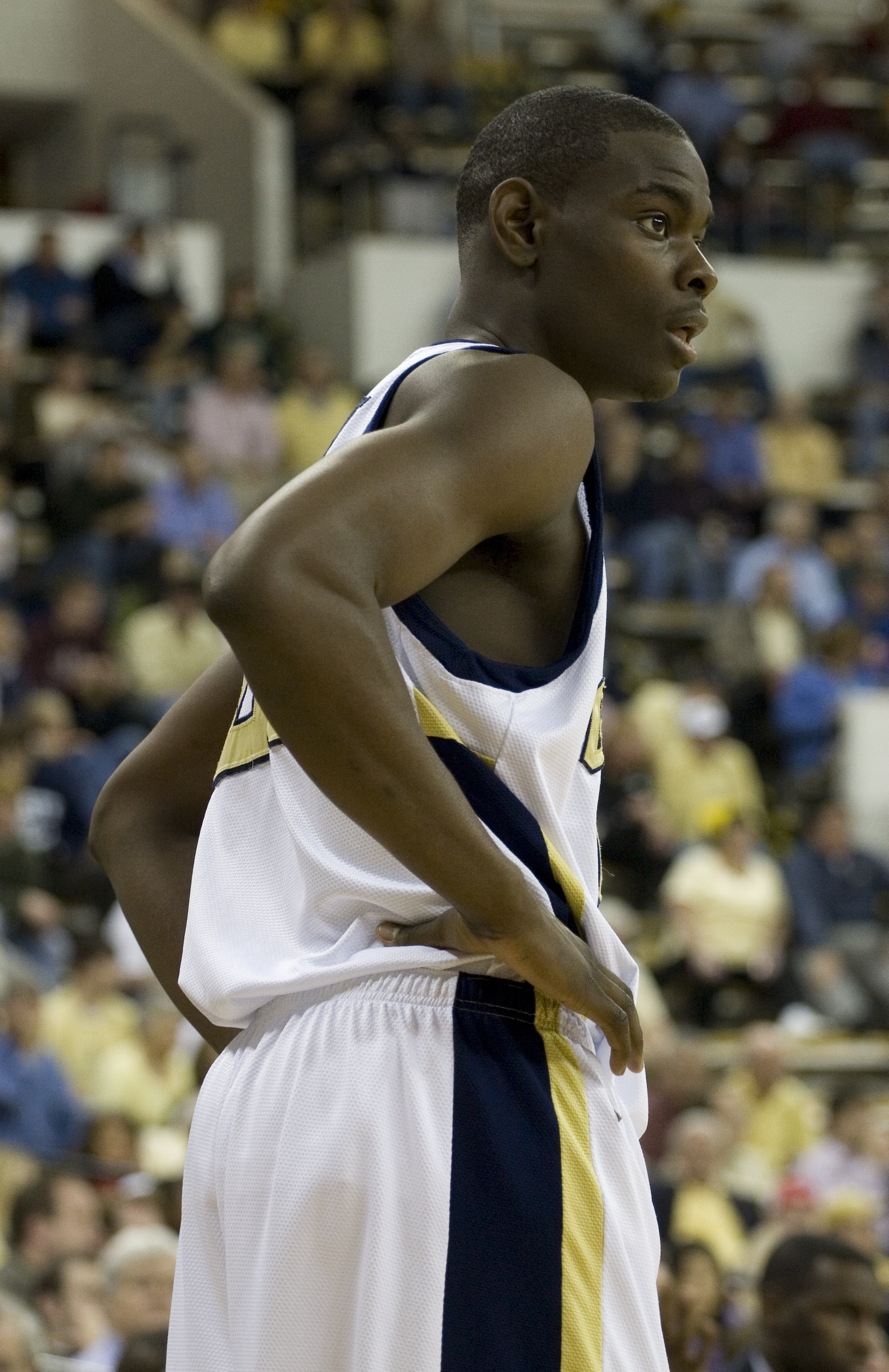
Morrow al Georgia Tech en 2006.